# Welsum (Olst-Wijhe)
Welsum is een dorp aan de IJssel in de gemeente gemeente Olst-Wijhe in de Nederlandse provincie Overijssel.
Het dorp is gelegen op de linkeroever van de IJssel, en aan de landzijde geheel omgeven door Gelderland. De bewoners hebben een herindeling naar de gemeente Epe en de provincie Gelderland altijd afgewezen. Welsum heeft circa 645 inwoners (2023).
Opvallend zijn de huisjes langs de IJsseldijk; deze hebben vaak een ingang op de dijk en, één verdieping lager, een ingang op dorpsniveau. De toren van de protestantse kerk is rond 1475 gebouwd. Verder staat in het dorp de korenmolen Houdt Braef Stant uit 1856.
Het kippenras Welsumer is uit deze plaats afkomstig. In 2001 werd een aantal boerenbedrijven geruimd in verband met het uitbreken van mond-en-klauwzeer.

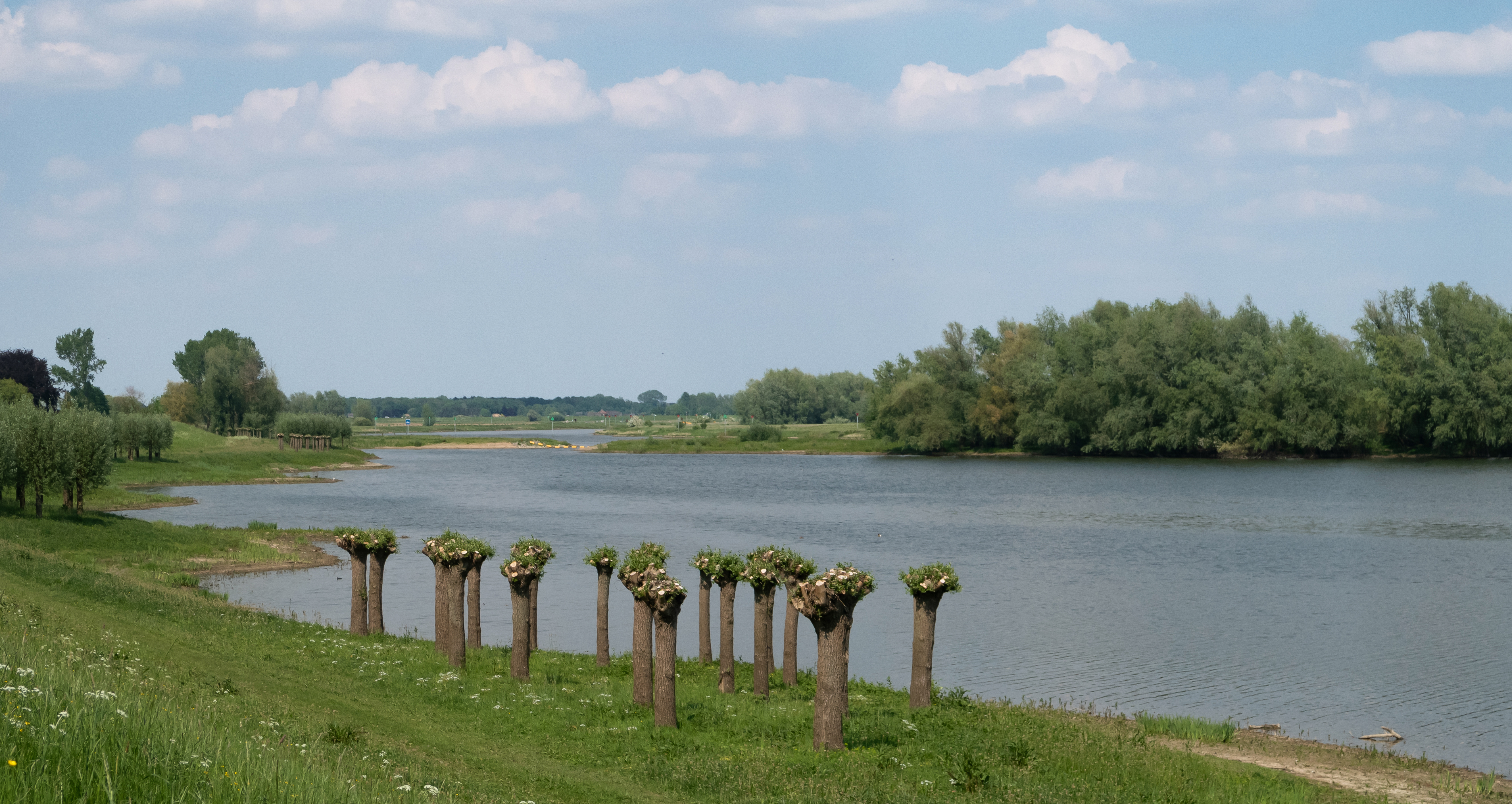
Uiterwaarden van de IJssel tussen Welsum en Welsumerveld
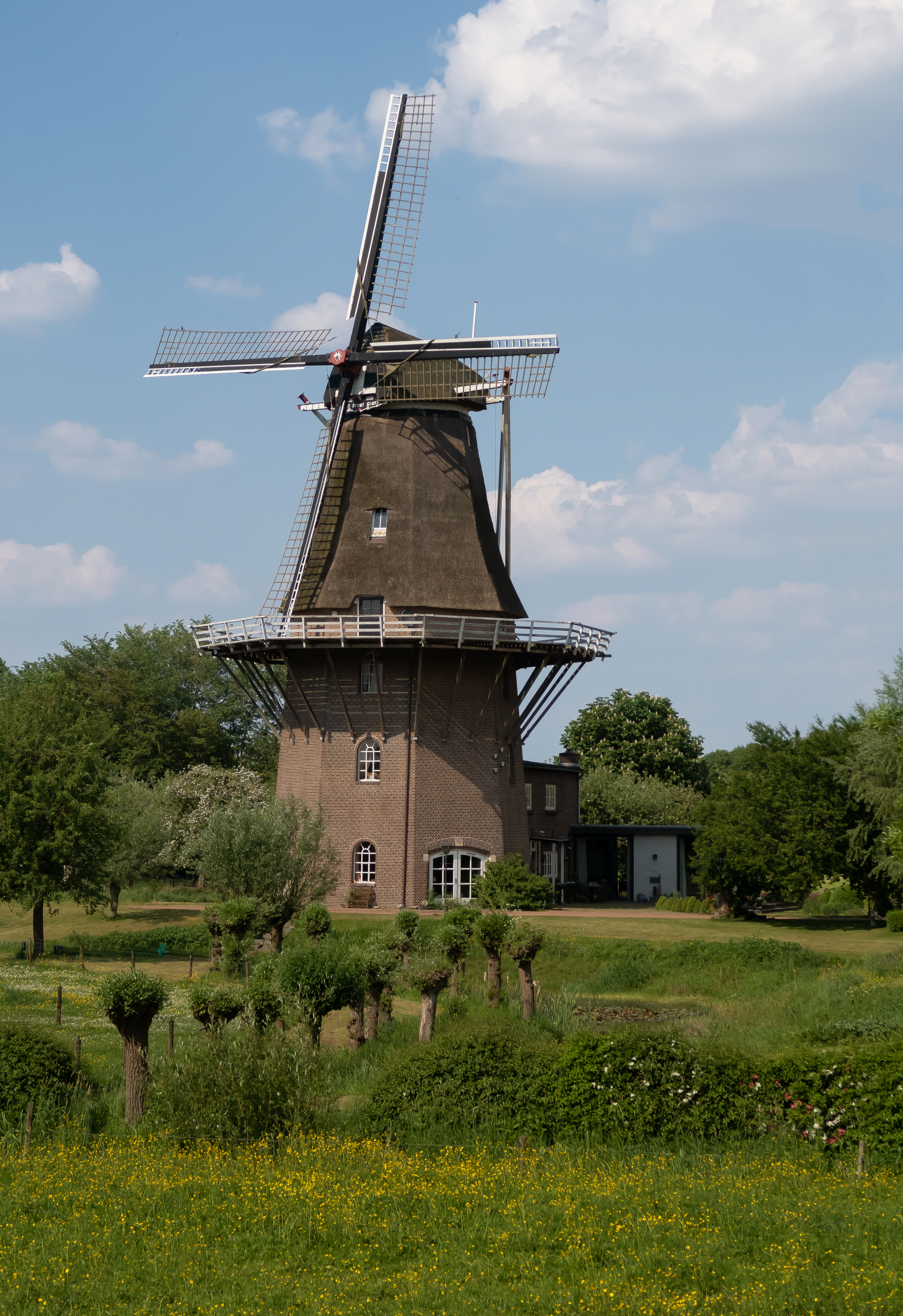
Korenmolen Houdt Braef Stant
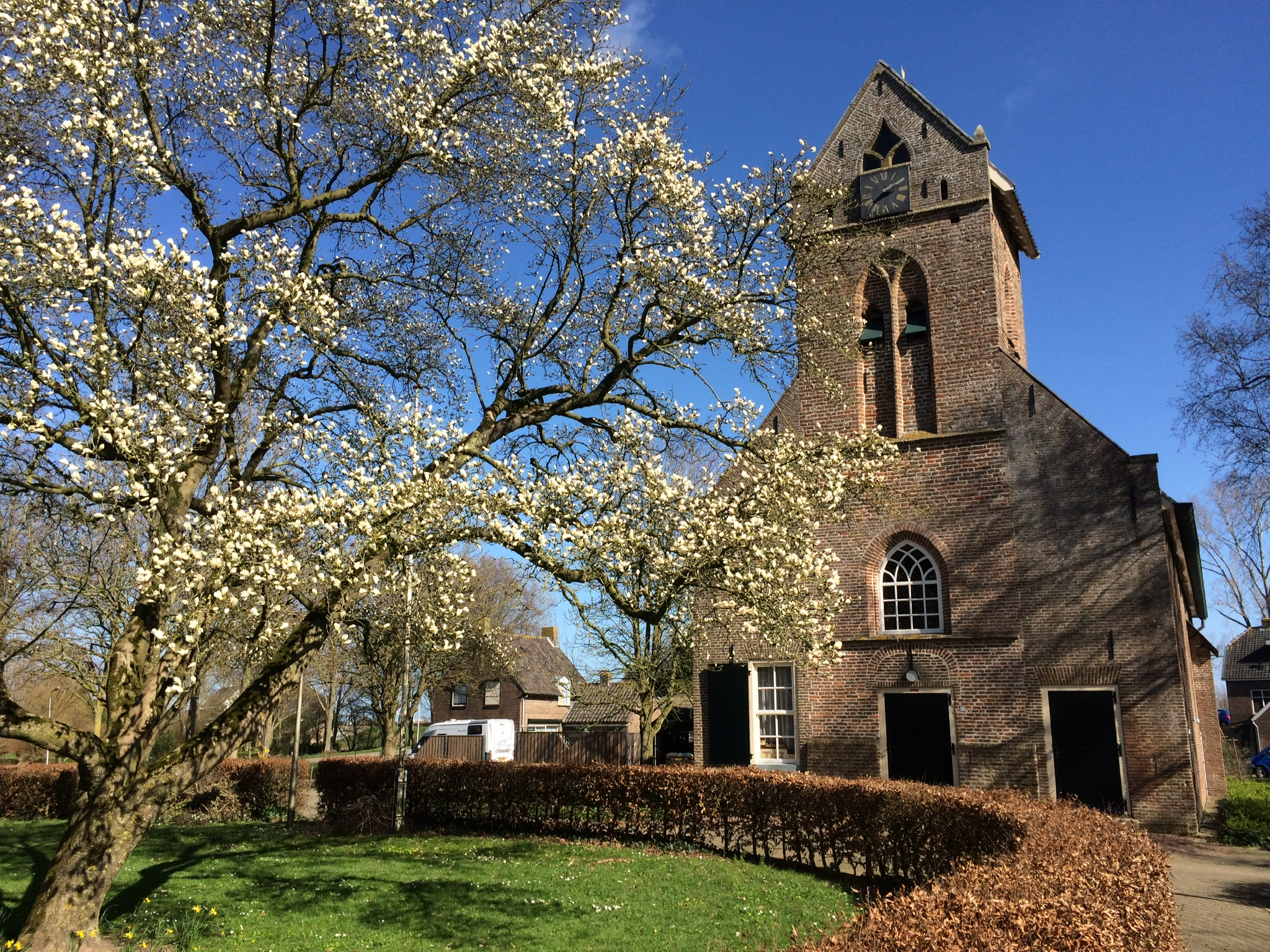
Hervormde kerk